# Филип Воденичаров
Филип Воденичаров е български футболист, нападател.
Роден е на 7 октомври 1984 г. в София. Играл е за Ком (Берковица) (1996 – 1997), Вихрен (1998 – 2002), Септември (2002 – 2004), Конелиано (2005), Славия (2005). Има 4 мача и 1 гол за Б националния отбор. С отбора на Славия вкара гол срещу младежкия национален отбор на 18 май 2005 г. в мач завършил 1:1. За купата на страната отбеляза хеттрик за Конелиано за победата с 5:0 срещу Локомотив (Мездра), има и 1 гол за Септември.

## Статистика по сезони
- Ком – 1996/пр. - В група, 5 мача/1 гол
- Ком – 1996/97 – В група, 9/1
- Вихрен – 1997/98 – В група, 11/2
- Вихрен – 1998/99 – В група, 14/3
- Вихрен – 1999/00 – В група, 16/5
- Вихрен – 2000/01 – В група, 18/4
- Вихрен – 2001/02 – В група, 17/3
- Септември – 2002/03 – В група, 28/9
- Септември – 2003/04 – Б група, 14/1
- Септември – 2004/05 – В група, 21/8
- Конелиано – 2005/пр. - Б група, 5/1
- Славия – 2005/пр. - А група, 2/0
- Конелиано – 2005/ес. - Б група, 3/2